# Brooks Bollinger
Brooks Bollinger (15 de noviembre de 1979 en Bismarck, Dakota del Norte) es un exjugador de fútbol americano jugo la posición de quarterback. Él fue seleccionado en la ronda 6 del Draft de 2003 de la National Football League por New York Jets. De colegial jugo con la Universidad de Wisconsin-Madison.
Bollinger también jugó para Minnesota Vikings, New York Jets, Dallas Cowboys, y Detroit Lions en la NFL, y para Florida Tuskers en la United Football League.
Anunció su intención de retiro como profesional en 2011.

## Estadísticas en UFL
| Temporada | Equipo | CMP | ATT | YDS   | TD | INT | Lg | Sk | Rating |
| --------- | ------ | --- | --- | ----- | -- | --- | -- | -- | ------ |
| 2009      | FLT    | 121 | 179 | 1,518 | 10 | 2   | 62 | 6  | 107.7  |
| 2010      | FLT    | 93  | 168 | 1,101 | 5  | 4   | 68 | 12 | 75.5   |
|           |        | 214 | 347 | 2,619 | 15 | 6   | 68 | 18 |        |